# Tetraloniella salviae
Tetraloniella salviae là một loài Hymenoptera trong họ Apidae. Loài này được LaBerge mô tả khoa học năm 1989.